# دبليو. فرانك بلونت
دبليو. فرانك بلونت (بالإنجليزية: W. Frank Blount) هو مسير أعمال أمريكي، ولد في 26 يوليو 1938.

## وصلات خارجية
- دبليو. فرانك بلونت على موقع إن إن دي بي (الإنجليزية)